# Lempur Mudik
Lempur Mudik is een bestuurslaag in het regentschap Kerinci van de provincie Jambi, Indonesië. Lempur Mudik telt 908 inwoners (volkstelling 2010).